# Patricia von Falkenstein
Patricia von Falkenstein (Zurigo, 11 aprile 1961) è una politica svizzera.
Dal 2021 è deputata al Consiglio nazionale per il Canton Basilea Città (Partito liberale (sezione basilese del PLR.I Liberali Radicali).

## Biografia e carriera politica
Patricia von Falkenstein ha studiato legge all'Università di Basilea e due anni di storia dell'arte e inglese alla Columbia University di New York. Ha completato i suoi studi di legge con una licenza nel 1987. Ha iniziato la sua carriera professionale come stagista presso la cancelleria comunale di Binningen (Canton Basilea Campagna) e ha completato uno stage universitario presso la Società di Banca Svizzera. Dal 1995 al 1996, è stata responsabile della comunicazione a Baselworld. Dal 1998, è stata giudice ordinario alla Corte penale di Basilea per nove anni.
Dal 1992, ha diretto per tre anni la segreteria del partito liberale democratico di Basilea. Dal 2002 al 2006 è stata consigliera costituzionale nel cantone di Basilea Città.
Dal 2006 è stata membro del Gran Consiglio del Cantone di Basilea Città e membro della Commissione delle Finanze e della Commissione per la pianificazione edilizia e territoriale. Nel marzo 2013 è diventata presidente del LDP (sezione basilese del PLR.I Liberali Radicali). Dal 2016 è anche consigliere comunale. Alla fine del 2018, ha annunciato la sua intenzione di candidarsi al Consiglio degli Stati alle elezioni dell'autunno 2019; il suo partito l'ha nominata come candidata nell'aprile 2019. Nell'aprile 2020, ha annunciato le sue dimissioni dal Gran Consiglio a partire dal giugno 2020. A partire dall'inizio del dicembre 2021, è succeduta a Christoph Eymann in Consiglio nazionale.

## Vita privata
Patricia von Falkenstein ha due figli con il suo ex compagno, il politico (LDP) Christoph Eymann.